# クーロンフィーユ
『クーロンフィーユ』は、よしづきくみちによる日本の漫画作品。『別冊少年マガジン』（講談社）にて、2013年2月号から2014年3月号まで連載された。『マガジンSPECIAL』（同社刊）2013年5号と2014年1号にもそれぞれ出張4コマが掲載されている。話数カウントは「○ COULOMB」。
単行本第3巻をもって「第1部完結」とされ、第2部以降は『クーロンフィーユ～suite～』として同人誌にて随時発表される予定。

## 概要
容姿が原因で幼少期から周囲に厭われ続けてきた少年と、帯電体質のため人と触れ合えない少女の邂逅を描いた漫画。物理的側面も重視した内容となっている。キャッチコピーは「15歳・meets・特異体質」。
なお、タイトルを『クローンフィーユ』と誤解されることが多いが、正しくは『クーロンフィーユ』である。クーロン（coulomb）は電荷のSI単位、フィーユ（fille）は「少女」を意味するフランス語であり、「帯電少女」を意味するタイトルとされる。

## 登場人物
若井 寛造（わかい かんぞう）
中学3年生の少年。ワカメのような髪質を周囲に気持ち悪がられるうち、先手を打って嫌われるための破壊的行動をとるようになる。通称「ワカメ怪人」。
穂刈 ノエミ（ほかり ノエミ）
14歳の少女。触れる者を皆感電させてしまう“帯電体質”のため人との接触を極端に拒み、人里離れた山奥に一人で暮らしている。オカメインコの「コロ」を飼っている。
若井 哲治（わかい てつじ）
寛造の父。仕事の都合で単身フランスに渡る。
三橋 三津子（みつはし みつこ）
温泉宿の主人。いとこの哲治に頼まれて寛造を預かる。
三橋 和人（みつはし かずと）
三津子の長男で高校2年生。空手初段と少林寺拳法二段の有段者。シスコン。
三橋 ゆりえ（みつはし ゆりえ）
三津子の長女で中学3年生。同い年ではとこの寛造と面識があった。

## 書誌情報
- よしづきくみち『クーロンフィーユ』講談社〈講談社コミックスマガジン〉、全3巻
  1. 2013年5月9日発行（同日発売[6]）、ISBN 978-4-06-384861-8
  2. 2013年10月9日発行（同日発売[7]）、ISBN 978-4-06-394938-4
  3. 2014年4月9日発行（同日発売[8]）、ISBN 978-4-06-395020-5